# 木村一義
木村 一義（きむら かずよし、1943年11月12日 - ）は、三重県出身の実業家。日興コーディアルグループ会長、コジマ会長兼社長を経て、ビックカメラ社長。

## 略歴
- 1967年 新潟大学人文学部卒業
- 1967年4月 日興證券入社。
- 2000年3月 取締役副社長
- 2001年1月 日興アセットマネジメント取締役社長。
- 2002年1月 日興アセットマネジメント取締役会長。
- 2005年6月 日興コーディアル証券取締役会長。
- 2007年6月 日興コーディアルグループ取締役共同会長兼代表執行役。
- 2008年4月 日興コーディアル証券株式会社取締役会長。
- 2008年5月 日興コーディアル証券株式会社顧問。
- 2009年10月 株式会社ラ・ ホールディングス取締役会長。
- 2010年4月 株式会社ビックカメラ顧問
- 2012年6月 大和ハウス工業株式会社取締役、スパークス・グループ取締役[1]。
- 2012年6月 株式会社ビックカメラ取締役。
- 2012年11月 株式会社コジマ取締役。
- 2013年2月 株式会社コジマ代表取締役会長。
- 2013年9月 株式会社コジマ代表取締役会長兼社長[2][3][4]。
- 2020年9月 株式会社ビックカメラ代表取締役社長[5]。
- 2022年9月 株式会社ビックカメラ取締役。